# جزيرة رامين
جزيرة رامين جزيرة سعودية وإحدى الجزر الواقعة في أرخبيل فرسان في البحر الأحمر وهي ذات مساحة تقدر بحوالي 2 كيلو متر مربع. تعد الجزيرة أقصى الجزر السعودية في البحر الأحمر باتجاه الجنوب، وبُعد عن الساحل يقدر بحوالي 27,30 ميل بحري.